# Карл Верніке
Карл Ве́рніке (нім. Carl Wernicke, також іноді Karl) — німецький психіатр і невролог, відомий описом багатьох медичних об'єктів.

## Біографія
Народився в невеликому містечку Тарновіц у Верхній Сілезії, яка тоді була частиною Пруссії, де його батько був державним службовцем.
Вивчав медицину в університеті Бреслау, в основному бувши учнем Генріха Ноймана (1814—1884) в Allerheiligenhospital. Завершив свою базову медичну освіту, отримавши звання доктора медицини в Бреслау в 1870 році, а потім пройшов спеціалізовану підготовку з психіатрії як асистент Ноймана. Під час роботи з Нойманом мав можливість провести шість місяців у Відні з Теодором Германом Мейнертом, який справив на нього великий вплив і став практично єдиним науковцем, якого Верніке згадував у своїх лекціях, і лише його портрет висів на стіні в клініці Верніке. Був габілітований з психіатрії в Бреслау в 1875 році, в Берліні в 1876 році. З 1876 по 1878 рік був першим асистентом у клініці психіатрії та нервових захворювань під керівництвом Карла Вестфала (1833—1890) у Берлінському Шаріте.
У 1878 році заснував приватну нейропсихіатричну практику в Берліні, практикував до 1885 року, коли став доцентом кафедри неврології та психіатрії в Бреслау. Обійняв посаду завідувача кафедри в Бреслау в 1890 році, а в 1904 році перейшов на таку ж посаду в Галле.
Помер через рік від травм, отриманих в аварії під час їзди на велосипеді в Тюрінгенському лісі.

## Наукові здобутки
У 1877 році він помітив, що ураження, які були відносно обмежені ядром відвідного нерва, призводили до паралічу кон'югатного скління збоку від ураження, і він був першим, хто постулював центр кон'югатного скління в тегментумі моста. Ця робота зробила його всесвітньо відомим.
Верніке було лише 26 років, коли він у 1874 році опублікував «Афазійний симптомокомплекс», в якому вперше описав сенсорну афазію, локалізовану в скроневих частках, а також алексію та аграфію. У своїй книзі Верніке намагався пов'язати різні афазії з порушеннями психічних процесів у різних областях мозку. У цих дослідженнях він також продемонстрував домінування однієї півкулі у функції мозку.
Верніке прагнув створити природну систему класифікації психічних розладів, головним чином засновану на анатомії та патології нервової системи. Його спосіб мислення базувався на концепції, що психіатричні захворювання спричиненими порушеннями асоціативної системи. Це була свого роду доктрина локалізації. Верніке не вірив у конкретні психіатричні захворювання, і він був затятим супротивником Еміля Крепеліна, вважаючи класифікацію останнього недостатньо науковою. Концепції, розроблені Верніке в його «Причини в психіатрії», пізніше спонукали Карла Ясперса назвати Верніке «міфологом мозку».
У своїх пізніших роботах Верніке продовжував займатися як анатомією та патологією мозку, так і клінічною нейропсихіатрією. З чотирма співробітниками він опублікував «Атлас головного мозку». Його клінічні дослідження містяться переважно в «Нарисах психіатрії в клінічних лекціях» (1894) і в «Презентації пацієнтів з психіатричної клініки в Бреслау» (1899). Верніке також продовжував писати про афазію; його останній короткий опис цього «комплексу симптомів» з'явився в багатотомному виданні під редакцією Ернста Віктора фон Лейдена і Фелікса Клемперера «Німецька клініка на початку XX ст. у трьох частинах між 1897 і 1903 роками» (2-е видання, 1906).
Верніке був мовчазною та стриманою людиною, з якою було непросто мати справу. Був близький зі своїми старшими колегами, особливо з Ернстом Шторхом, якого дуже поважав. Він мало спілкувався зі своїми учнями, але його спосіб обстеження пацієнтів і його демонстрації були настільки зрозумілими та стимулюючими, що ті, кому пощастило відвідати його клініку, глибоко вплинули на їхнє подальше бачення неврологічних і психіатричних проблем. Його вплив можна побачити в роботах цілого покоління німецьких психіатрів.

## Медичні об'єкти, які названо на його честь
- Афазія Верніке — втрата розуміння розмовної мови, здатності читати і писати, а також спотворення чіткої мови[5].
- Центр Верніке — потилична частина мовної зони кори головного мозку. Сенсорна зона мовлення в задній частині gyrus temporalis superior домінантної половини мозку[6].
- Судома Верніке — форма болісної психогенної м'язової судоми, спричиненої тривогою або ж страхом[7].
- Деменція Верніке — стан у старості, який характеризується порушенням пам'яті, втратою відчуття місця знаходження та дезорієнтацією з конфабуляцією[8].
- Хвороба Верніке — енцефалопатія, яка характеризується психічними та зоровими розладами, атаксією.[9]
- Верніке (іноді Верніке — Вілбранда) зінична реакція — відсутність прямої реакції на світло в сліпому відділі сітківки. Це відбувається при геміанопсії, яка спричинена ураженням tractus opticus.

- Хвороба Верніке — Корсакова — поєднання синдромів Гайє-Верніке та Корсакова, які часто спостерігаються у хворих на алкоголізм з недостатнім харчуванням. У пацієнтів розвиваються симптоми синдрому Корсакова, головним чином амнезія зі схильністю до конфабуляції з або без полінейропатії.[11][12]
- Геміплегія Верніке — Манна — аномалія постави з частковою геміплегією кінцівок, яка характеризується типовими порушеннями постави та ходи. Кисть і палець тримаються зведеними із зігнутою нижньою рукою, нога розгинається підошовним згинанням стопи, так що вона рухається викривлено. Виникає внаслідок ураження центральної нервової системи, що призводить до контралатерального спастичного паралічу м'язів верхніх і нижніх кінцівок, обличчя.[13][14]

## Основні наукові твори
- Der aphasische Symptomencomplex. Eine psychologische Studie auf anatomischer Basis. Breslau, 1874. / Афазичний симптомокомплекс
- Erkrankungen der inneren Kapsel. Ein Beitrag zur Diagnose der Herderkrankungen. Breslau, 1875. / Захворювання внутрішньої капсули. Внесок у діагностику вогнищевих захворювань.
- Das Urwindungssystem des menschlichen Gehirns. Archiv für Psychiatrie und Nervenkrankheiten, Berlin, 1876, 6: 298—326. / Первинна спіральна система людського мозку.
- Ueber das Bewusstsein. Allgemeine Zeitschrift für Psychiatrie, Berlin, 1879, 35: 420—431. / Про свідомість.
- Ueber den wissenschaftlichen Standpunkt in der Psychiatrie. Kassel, 1880. Lecture at the 53rd Naturforscher-Versammlung zu Danzig. / З наукової точки зору в психіатрії.
- Lehrbuch der Gehirnkrankheiten für Aerzte und Studirende. 3 volumes, Kassel und Berlin, Fischer, 1881—1883. / Підручник з хвороб головного мозку для лікарів і студентів.
- Gesammelte Abhandlungen. Arbeiten aus der psychiatrischen Klinik in Breslau Heft 1 und 2. / Зібрані трактати.
- Die neueren Arbeiten über Aphasia. Fortschritte der Medizin, Berlin, 1885, 3: 824—830; and 1886, 4: 371—377, 463—482. / Остання робота з афазії.
- Gesammelte Aufsätze und kritische Referate zur Pathologie des Nervensystems. Berlin, 1893. / Збірник нарисів і критичних статей про патологію нервової системи.
- Atlas des Gehirns. 2 parts, Breslau, Schletter, 1897 and 1903. Published with support from the Königliche Akademie der Wissenschaften Abt. 1. / Атлас головного мозку.
- Grundriss der Psychiatrie in klinischen Vorlesungen. Leipzig, G. Thieme, 1894—1900; 2nd edition, 1906 / Конспект психіатрії в клінічних лекціях.
- Krankenvorstellungen aus der psychiatrischen Klinik in Breslau.Breslau, Schletter, 1899—1900. Also in Psychiatrische Abhandlungen,. Heft 10, pp 13-14. / Презентації з психіатричної клініки в Бреслау.
- Über die Klassifikation der Psychosen. Breslau, 1899 / Про класифікацію психозів.